# Pont del Roser
El Pont del Roser és un pont del municipi de Bagà (Berguedà) que forma part de l'Inventari del Patrimoni Arquitectònic de Catalunya.

## Descripció
És un pont d'un sol arc, pla, tot fet de pedra i sense baranes. Actualment està fora d'ús i es troba en un antic camí. Pasa per sobre del torrent de la Creu, afluent per l'esquerra del riu Bastareny, afluent del Llobregat.
S'anomena pont de Vilella o del Roser. Dimecres 15 juliol 1338: " vench gran rovina,diuen els consols,e portassen lo Pont de Vilella: e destroui lo camí que no podia passar bèstia" (XCI-25) Suposo que seria lo pont que hi ha actualment davant la font del Roser (Serra Vilaró).